# Temporada 1952-53 de los Rochester Royals
La temporada 1952-53 fue la quinta de los Rochester Royals en la NBA. La temporada regular acabó con 44 victorias y 26 derrotas, ocupando el segundo puesto de la División Oeste, clasificándose para los playoffs en los que cayeron en las semifinales de división ante los Fort Wayne Pistons.

## Elecciones en elDraft
| Ronda | Puesto | Jugador           | Posición  | Nacionalidad   | Universidad |
| ----- | ------ | ----------------- | --------- | -------------- | ----------- |
| 1     | 8      | Chuck Darling     | Ala-Pívot | Estados Unidos | Iowa        |
| -     | -      | Ronnie MacGilvray | Base      | Estados Unidos | St. John's  |
| -     | -      | Jack McMahon      | Base      | Estados Unidos | St. John's  |

## Temporada regular
| División Central         | División Central | División Central | División Central | División Central | División Central | División Central | División Central | División Central |
| Equipo                   | G                | P                | %                | PD               | Casa             | Fuera            | Neutral          | Div              |
| ------------------------ | ---------------- | ---------------- | ---------------- | ---------------- | ---------------- | ---------------- | ---------------- | ---------------- |
| x-Minneapolis Lakers     | 48               | 22               | .686             | -                | 24-2             | 16-15            | 8-5              | 17-13            |
| x-Rochester Royals       | 44               | 26               | .629             | 4                | 24-8             | 13-17            | 7-1              | 27-13            |
| x-Fort Wayne Pistons     | 36               | 33               | .522             | 11.5             | 25-9             | 8-19             | 3-5              | 18-22            |
| x-Indianapolis Olympians | 28               | 43               | .394             | 20.5             | 19-14            | 4-23             | 5-6              | 15-26            |
| Milwaukee Hawks          | 27               | 44               | .380             | 21.5             | 14-8             | 3-24             | 10-12            | 15-26            |

## Playoffs

### Semifinales de División
Rochester Royals - Fort Wayne Pistons
| Fecha       | Partido                                    | Ciudad     |
| ----------- | ------------------------------------------ | ---------- |
| 20 de marzo | Rochester Royals 77, Fort Wayne Pistons 84 | Rochester  |
| 22 de marzo | Fort Wayne Pistons 71, Rochester Royals 83 | Fort Wayne |
| 24 de marzo | Rochester Royals 65, Fort Wayne Pistons 67 | Rochester  |
|             | Fort Wayne gana las series 2-1             |            |

## Estadísticas
| Rk | Jugador         | Edad | P  | PT | MP   | TC  | TCI  | %TC  | 3P | 3PI | %3P | TL  | TLI | %TL  | RO | RD | RT   | AS  | RB | TAP | BP | FP  | PTS  |
| 1  | Bob Davies      | 33   | 66 |    | 33.6 | 5.1 | 13.3 | .385 |    |     |     | 5.3 | 7.1 | .753 |    |    | 3.0  | 4.2 |    |     |    | 4.0 | 15.6 |
| 2  | Bobby Wanzer    | 31   | 70 |    | 36.8 | 4.5 | 12.4 | .367 |    |     |     | 5.5 | 6.8 | .812 |    |    | 5.0  | 3.6 |    |     |    | 2.9 | 14.6 |
| 3  | Arnie Risen     | 28   | 68 |    | 33.6 | 4.3 | 11.8 | .368 |    |     |     | 4.3 | 6.3 | .685 |    |    | 11.0 | 2.0 |    |     |    | 4.0 | 13.0 |
| 4  | Jack Coleman    | 28   | 70 |    | 37.5 | 4.5 | 10.7 | .420 |    |     |     | 1.9 | 3.0 | .649 |    |    | 11.1 | 3.3 |    |     |    | 3.5 | 10.9 |
| 5  | Odie Spears     | 27   | 62 |    | 22.8 | 3.2 | 8.0  | .401 |    |     |     | 3.2 | 3.9 | .819 |    |    | 4.0  | 1.8 |    |     |    | 3.7 | 9.6  |
| 6  | Arnie Johnson   | 32   | 70 |    | 28.3 | 2.0 | 5.3  | .379 |    |     |     | 4.3 | 5.8 | .748 |    |    | 6.0  | 2.2 |    |     |    | 4.0 | 8.3  |
| 7  | Jack McMahon    | 24   | 70 |    | 23.8 | 2.5 | 7.6  | .330 |    |     |     | 2.2 | 3.4 | .657 |    |    | 2.6  | 2.7 |    |     |    | 3.6 | 7.2  |
| 8  | Alex Hannum     | 29   | 68 |    | 18.9 | 1.9 | 5.3  | .358 |    |     |     | 1.3 | 2.0 | .662 |    |    | 4.1  | 1.2 |    |     |    | 3.8 | 5.1  |
| 9  | Cal Christensen | 25   | 59 |    | 13.2 | 1.2 | 3.9  | .313 |    |     |     | 1.2 | 1.9 | .596 |    |    | 3.4  | 0.9 |    |     |    | 2.5 | 3.6  |
| 10 | Red Holzman     | 32   | 46 |    | 8.5  | 0.8 | 3.2  | .255 |    |     |     | 0.6 | 0.8 | .711 |    |    | 0.9  | 0.8 |    |     |    | 1.2 | 2.2  |

## Galardones y récords
| Jugador    | Galardón                    |
| Bob Davies | 2º Mejor quinteto de la NBA |
| Bob Wanzer | 2º Mejor quinteto de la NBA |